# بيل غلوفر
بيل غلوفر (بالإنجليزية: Bill Glover)‏ هو موسيقي أمريكي، ولد في 22 نوفمبر 1952.

## روابط خارجية
- بيل غلوفر على موقع ميوزك برينز (الإنجليزية)